# Милан Смиљанић (свештеник)
Милан Смиљанић (Равни, код Ужица, 1891 — Београд, 24. август 1979) био је протојереј Српске православне цркве, учесник Балканских ратова и Народноослободилачке борбе и друштвено-политички радник Народне Републике Србије.
Након завршене богословије у Београду, учествовао је као наредник Четвртог пешадијског пука Дринске дивизије у Балканским ратовима током 1912. и 1913. године. Потом је од 1914. до 1944. службовао као свештеник, а једно време и учитељ, у Љубишу и Равнима. У међуратном периоду био је члан Народне радикалне странке, односно њеног крила предвођеног Ацом Станојевићем. Учествовао је у задружном покрету, а током 1935—1937. био је активан у борби против Конкордата.
У току Другог светског рата 1941—1945. активно је сарађивао са Народноослободилачким партизанским покретом, а као партизански борци погинули су његов син Манојло и браћа Милутин и Момчило. Након ослобођења Србије, у јесен 1944. изабран је за председника Народноослободилачког одбора у Чајетини, као и за већника АСНО Србије и АВНО Југославије. Након ослобођења биран је народног посланика Народне скупштине НР Србије и Народне скупштине ФНРЈ. Био је повереник за пољопривреду у Народној влади Србије 1945—1946, потпредседник Президијума Народне скупштине НР Србије 1947—1953, потпредседник Народног фронта Србије и председник Комисије за верска питања при Председништву Владе НР Србије.
Био је дугогодишњи председник Савеза удружења православних свештеника Југославије 1953—1967, а потом до смрти његов почасни председник. Сахрањен је у породичној гробници у порти цркве Светих апостола Петра и Павла у Сирогојну.

## Биографија

### Порекло
Смиљанићи са Златибора потичу од удовице Цмиљане, која се са три сина Ђуром, Иваном и Недом, након погибије супруга у сукобу са Турцима, доселила на Златибор из области Хас из Метохије. Породица се брзо развијала па су се њени потомци временом населили у Крагујевцу, околини Пожеге и Ваљеву, али их је највише остало у селима Љубишу и Равнима. Потомци Цмиљаниног сина Ђуре који су остали на Златибору, су се све до 1860. презивали Цмиљанић, након чега им је презиме измењено у Смиљанић. Једно од најприсутнијих занимања у породици био је свештенички позив још од протопопа Ђурђа, Цмиљаниног унука.
Потомци попа Ђурђа, међу којима је увек било неколико свештеника живели су Љубишу, када је око 1858. једна делегација из села Равни затражила да један од свештеника пређе у њихово село, јер они нису имали свештеника, а они ће му заузврат поклонити имање. Син свештеника Томе Смиљанића — Михаило Смиљанић (Миланов деда) такође је био свештеник и народни посланик, почасни члан Великог духовног суда и ауторитиван старешина свога краја. Имао је једног сина Драгомира, који је био свештеник и учитељ и учесник Балканских ратова 1912—1913. године. У браку са супругом Катом имао је петнаесторо деце — једанаест ћерки и четворицу синова, од којих је најстарији био Милан Смиљанић рођен 1891. године. Остали Драгомирови синови били су — Милоје Смиљанић (1892—1953), један од 1300 каплара, солунски борац, француски ђак и помоћник министра иностраних послова Краљевине Југославије; Милутин Смиљанић (1902—1941) гимназијски професор који је службовао у Београду, Чачку, Ужицу и Земуну, био је члан Комунистичке партије, а ухапшен је од Немаца 22. јуна 1941. након чега је стрељан 17. децембра исте године као заточеник логора Бањица; Момчило Смиљанић (1916—1942) поручник Југословенске војске ступио је 1941. у Златиборску чету Ужичког партизанског одреда и био тешко рањен у борбама са Немцима код Косјерића, након чега су га заробили четници и убили 22. марта 1942. код Горњег Милановца.

### Учшће у ратовима
Милан Смиљанић као најстарији син свештеника Драгомира Смиљанића наставио је породичну традицију, па је након основне школе уписао и завршио Богословију у Београду. Као надарени богослов добио је препоруке за даље школовање у Русији, али је оно одгођено због избијања Првог балканског рата 1912. године. Наиме Миланов деда стари свештеник Михаило Смиљанић оштро се успротивио његовом путовању у време опште мобилизације септембра 1912. године. Упркос чињеници да је већ био мобилисан његов отац Драгомир, као и бројни рођаци из Љибиша и Равни, он се прикључио Четвртом пешадијском пуку „Стефан Немања”, под командом Драгомира Димитријевића, који је припадао Дринској дивизији, под командом Павла Јуришића, а у саставу Прве армије, под командом Петра Бојовића. Као свршени богослов добио је чин наредника, а у истом пуку служио је и његов отац, који је био пуковски свештеник.
После мобилизације, припадници Четвртог пука су пешице кренули у Крагујевац, одакле су возом пребачени у Врање, где је сконцентрисана читава Дринска дивизија, која је потом упућена према Куманову. Већ од 10. октобра учествовали су борбама против турске војске на линији Четирце—Никуљане. Четврти пешадијски пук наступао је према Зебрњаку, где су вођене тешке борбе и одбијани напади турске војске, која је долазила у непосредну близину српских положаја и одбијана уз велике губитке. у овим борбама рањен је и командант Четвртог пука потпуковник Димитријевић. Након победе у Кумановској битци, Дринска дивизија је заузела Скопље, а потом продужила за Велес и после пет дана заузела Прилеп, где су потом вођене тешке борбе на Бакарном гувну. Почетком новембра 1912. учествовао је у борбама за Битољ, након чега је окончана прва фаза рата.
Након што су независне државе Србија, Буграска, Грчка и Црна Гора успеле да протерају Турке са Балкана, дошло је до сукоба између Србије, Бугарске и Грчке око поделе Македоније, што је био повод за избијање Другог балканског рата јуна 1913. године. Под утицајем Аустроугарске, Бугарска је напала Грчку и Србију, али је претрпела пораз. Најпре од грчке војске у битци код Кукуша, а потом и од српске војске у битци на Брегалници, јула 1913. године. У борбама на Брегалници, учествово је и Смиљанићев Четврти пешадијски пук, у коме се он налазио у чину поручника, а за исказану храброст у овим борбама одликован је златном Медаљом за храброст.
Када је завршен рат Смиљанић се вратио у родно село, где се запопио и оженио. Поред свештеничког посла, једно време је услед недостатка учитеља, обављао учитељски посао у селима Равни и Сирогојно. У браку са супругом Зорком добио је петоро деце. Ћерке Росу и Босу и синове — Михаила (1916—1988), Манојла (1918—1941) и Драгоша (1924). Као свештеник трудио се да помогне народу који је осиромашио у ратовима, али и активно радио на његовом просвећивању и описмењавању. Када је након Сарајевског атентата, јуна 1914. проглашена мобилизација у Србији, учествовао је као свештеник и ратник у њеном спровођењу. Породичним договором, одређени су мушкарци из породице Смиљанић, који су пошли у рат, укључујући и његовог млађег брата Милоја Смиљанића, студента права и једног од 1.300 каплара из скопског Ђачког батаљона. Истим договором одлучено је да прота Смиљанић остане у селу са народом, што му као старом ратнику није баш најлакше пало.

### Међуратни период
Смиљанићев отац Драгомир умро је 1923, након чега је Милан преузео бригу о многочланој породици и породичном имању. Настављајући политичке традиције свог оца и деде Михаила, који је био народни посланик и оснивач Народне радикалне стране у златиборском крају, прикљчио се овој странци приликом обнове њеног рада у ужичком крају након Првог светског рата. Странци је поред породичне традиције, приступио и због њене политичке оријентације из времена настанка, када се под утицајима Светозара Марковића и са елементима социјалистичког учења, борила против нарастајуће буржоаске бирократије краља Милана Обреновића. У политичком раду сарађивао је са Милошем Трифуновићем, који је од 1920. био председник страначког одбора у ужичком крају. На првим послератним општинским изборима, одржаним 22. августа и парламентарним, одржаним 28. новембра 1920. Народна радикална странка однела је убедљиву победу у селима златиборског среза. Овај резултат поновљен је и на наредним општинским изборима, одржаним 1923. и 1925, као и на парламентарним изборима 1923. и 1926. године.
Његови пријатељи и политички истомишљеници били су ужички пекар Јевђо Ристовић и кафеџија Влако Алексић, који су заједно са њим учествовали у свим политичким акцијама и скуповима које су организовали радикали. У времену након Првог светског рата Народна радикална странка доста је изгубила од своје некадашње оријентације и била је оптерећена унутрашњим раздорима и поцепана на више групација, које су заступале различите политичке концепције, нарочито након смрти страначког лидера Николе Пашића. Увођење шестојануарске диктатуре краља Александра Карађорђевића 1929. утицало је на поделу странке, пошто је један део чланова ушао у Владу Петра Живковића. Прота Смиљанић припада је страначкој групи која је подржавала Ацу Станојевића, председника Главног одбора, који се противио диктатури и тражио обнову парламентаризма и локалне самоуправе. После доношења новог Устава септембра 1931. дозвољена је обнова рада ранијих политичких странака, али само уз одобрење полицијских влати. Део чланова радикалне странке тада је учествовао у стварању прорежимске Југословенске радикалне сељачке демократије, која је 1933. преименована у Југословенску националну странку. Након овога, радикали Аце Станојевића прелазе у опозицију, а међу њима су биле и вође ужичких и златиборских радикала — Арсеније Ђенић, Милан Смиљанић и Милош Трифуновић, који је био потпредседник Главног одбора и заменик Станојевића.
Након што је председник Владе Милан Стојадиновић 1935. формирао Југословенску радикалну заједницу, њени месни одбори формирани су у свим местима златиборског среза. Ни опозиција није мировала па је на Златибору током 1936. одржано више опозиционих зборова, којима су присуствовали и радикали Трифуновић, Ђенић и Смиљанић. Пред парламентарне изборе 1938, Смиљанић је заједно са Благојем Шишаковићем, чланом Земљорадничке странке изабран за кандидата за народног посланика испред Уједињене опозиције. Упркос добро организованој кампањи, услед недемократске атмосфере, победу је однео кандидат режимска Јерезе. Због своје привржености изворној Народној радикалној странци и политичкој борби против диктатуре, против њега је 1933. био покренут кривични поступак пред Државним судом за заштиту државе.

### Након Другог светског рата
Био је први министар пољопривреде у Влади НР Србије (1944—1946) и спроводио је аграрну реформу у Србији. Смиљанић је изабран и за потпредседника Прзидијума Народне скупштине НР Србије.
Као свештеник, изабран је за председника Главног одбора Удружења православних свештеника Југославије од краја 1947. године.
Умро је у суботу 24. августа 1979. у Београду, на Војномедицинској академији (ВМА) у 88 години. Испраћај његових посмртних остатака из Београда организован је наредног дана на београдском Новом гробљу. Сахрањен је 27. августа у Сирогојну у породичној гробници у порти Цркве светих апостола Петра и Павла. На његовој сахрани посмртни говор је одржао Иван Стамболић, председник Извршног већа СР Србије, док је опело одржао Владика жички Стефан. Истог дана у Скупштини СР Србије одржана је комеморативна седница свих органа и организација СР Србије, којој су присуствовали представници Председништва СР Србије, Скупштине СР Србије, Извршног већа Скупштине, Савета републике и републичких друштвено-политичких организација. О животу проте Смиљанића на комеморативном скупу говорио је Петар Јовановић, потпредседник Скупштине.
Његов син Михаило М. Смиљанић (1916—1988) такође је био свештеник и друштвено-политички радник СР Србије. Михаило је преварио свог пријатеља равногорца и богослова из Чајетине, Ратка Радибратовића, тако што га је довео у своју кућу у Сирогојну, тобоже да би га сачувао од ликвидације од стране комуниста. Убрзо су по Ратка дошли партизани, одвели су га у Ужице и након мучења на више локација је убијен.
Одликован је са више одликовања Краљевине Србије, Краљевине Југославије и СФР Југославије. За учешће у Балканским ратовима 1913. одликован је златном Медаљом за храброст. У току међуратног периода за свој духовни и друштвени рад одликован је Орденом Светог Саве петог реда, 1928. и Орденом југословенске круне, 1930. године. Након Другог светског рата његово друштвено ангажовање на устанољавању народне власти награђено је Орденом заслуга за народ првог реда и Орденом братства и јединства првог реда. Поводом седамдесетог рођендана јула 1961. одликован је Орденом Републике са сребрним венцем, а поводом осамдесетог рођендана 1971. Орденом Републике са златним венцем.

## Галерија
- Црква у Сирогојну
- Гроб протиног деде Михајла
- Гробови чланова породице Смиљанић
- Гроб протиног сина Михајла